# Asticta recta
Asticta recta är en fjärilsart som beskrevs av Bremer 1864. Asticta recta ingår i släktet Asticta och familjen nattflyn. Inga underarter finns listade i Catalogue of Life.